# СВТ-40
СВТ-40 е съветска самозарядна винтовка образец 1940 г., конструирана от Ф. В. Токарев.

## СВТ-38
Винтовката СВТ-38 (Индекс на ГРАУ – 56-В-223С) или „7,62-мм самозарядна винтовка на Токарев образец 1938 г.“, е разработена за замяна на автоматичната винтовка АВС-36 и на 26 февруари 1939 г. е приета на въоръжение в РККА. Първата винтовка СВТ-38 е произведена на 16 юли 1939 г. От 1 октомври 1939 г. започва серийното ѝ производство в Тулския, а от 1940 г. и в Ижевския оръжейни заводи.
Винтовката СВТ-38 работи на принципа на отвеждането на барутните газове от канала на ствола с къс ход на газовото бутало. Пълнителят е сменяем, кутиеобразен, двуреден и побира 10 патрона, като е предвидена възможност да се зарежда без да се отделя от винтовката чрез използването на щатни пачки за винтовка Мосин. Винтовката е комплектована с щик-нож, носен в ножница на колана и се слага на пушката само в случай на необходимост.

## СВТ-40
След Съветско-финландската война 1939 – 1940 г., винтовката е модернизирана, което позволява да се опрости производството ѝ. Тя е значително олекотена, към нея е приет и скъсен щик. Новата винтовка е приета на въоръжение на 13 април 1940 г. под обозначението винтовка СВТ образец 1940 г. (СВТ-40). През същата година на нейна база е разработена и влиза в производство самозарядна снайперска винтовка, която се различава по снемаемото приспособление за монтиране на оптически прицел.
В началото на 1940-те г. винтовката трябва да стане лично оръжие на съветската пехота. Според щатно разписание № 04/400 – 416 от 5 април 1941 г. в една стрелкова дивизия на Червената армия трябва да има 3307 самозарядни винтовки и 6992 неавтоматични винтовки и карабини, като в стрелкова рота трябва да са съответно 96 и 27, а в стрелково отделение само самозарядни винтовки (8 броя).
По предвоенните планове през 1941 г. би трябвало да се произведат 1,8 млн. СВТ, през 1942 г. – 2 млн.. Към началото на войната са произведени над 1 милион СВТ-40 и много части и съединения от първа линия, основно от западните военни окръзи, получават щатно количество самозарядни винтовки. Но през 1942 г. тяхното производство е само 264 000 броя (плюс 14 200 снайперски винтовки). Производството на СВТ-40 е прекратено със заповед на ДКО през 1945 г.
Съветските самозарядни винтовки, неотстъпващи на американската M1 Гаранд и явно превъзхождащи по-късните немски G.41(M) и G.41(W), получават достатъчно висока оценка от чуждите специалисти. Голямото количество автоматични винтовки е изненада за немците („Руснаците поголовно са въоръжени с ръчни картечници“). Наред с други трофейни образци, винтовките СВТ са приети на въоръжение във Вермахта под обозначението Selbstlagewer-258(r)/259(r) или SIG.259(r), както и във Финландия (обозначение SA). В Червената армия обаче, превъоръжаването с тях е свито по напълно обективни причини. Главната е относително високата себестойност на СВТ (повече отколкото на ръчна картечница ДП и в пъти повече отколкото на винтовка Мосин обр. 1891/30 г.). В условията на военните поражения през 1941 – 1942 г., евакуацията на промишлеността, недостига на квалифицирани кадри и растящите нужди на фронта от оръжие, това е изключително неприемливо. Освен това, като всяко автоматично оръжие, СВТ изисква по-щателно обгрижване и по-акуратно отношение от обикновената винтовка. А бързото обучение в подобни навици на огромното число мобилизирани, които често никога не са имали работа със сложна техника, също е изключително трудно.
Към края на Втората световна война се налага мнението, че автоматичната винтовка като основно оръжие на пехотинеца е изживяла времето си и започва внедряването на оръжия под промеждутъчен патрон.

## СВТ-40 в компютърните игри
- Call of Duty: United Offensive
- Call of Duty 2
- Call of Duty 5
- Метро-2 (игра) (СВТ-38)
- Метро-2: Смъртта на вожда
- Vietcong: Fist Alpha
- Vietcong 2
- Анабиоза: Сънят на разума
- Sniper Elite
- Red Orchestra: Ostfront 41-45